# Ốc xoắn vách
Ốc xoắn vách (Danh pháp khoa học: Epitonium scalare) là một loài ốc biển trong họ Epitoniidae.

## Đặc điểm
Chúng là loài ốc cỡ lớn, vỏ dài, có 9 - 10 vòng xoắn, đỉnh nhọn thường bị gặm mòn. Các vòng xoắn cuộn chậm, dẹp và thắt lại ở nửa trên mỗi vòng làm vỏ ốc có các khía dọc theo chiều dài của ốc. Vòng xoắn cuối hơi phình to. Mặt vỏ màu có màu trắng đục. Lỗ miệng vỏ hình tròn chiếm 1/3 chiều cao vỏ ốc. Kích cỡ chừng từ 30–70 mm. Sống ở đáy cát, độ sâu 50-120 mét nước. Chúng phân bố ở Thái Bình Dương. Ở Việt Nam có ở Vũng Tàu (Côn Đảo), Khánh Hòa. 